# هوراس ميلان
هوراس ميلان (بالإنجليزية: Horace Milan)‏ (7 أبريل 1894 بليندين في الولايات المتحدة - 29 يونيو 1955 بتيكساركانا في الولايات المتحدة) هو لاعب كرة قاعدة ولاعب كرة قدم أمريكي في مركز لاعب دفاع ‏. لعب مع مينيابوليس ميلرز ‏.

## وصلات خارجية
- هوراس ميلان على موقعبيزبول رفرنس.كوم (الدوري الرئيسي) (الإنجليزية)
- هوراس ميلان على موقعبيزبول رفرنس.كوم (الدوري الثانوي) (الإنجليزية)